# George Robledo
Jorge Robledo Oliver, noto come George Robledo (Iquique, 14 aprile 1926 – Viña del Mar, 1º aprile 1989), è stato un calciatore cileno, di ruolo attaccante.

## Palmarès

### Club

#### Competizioni nazionali
- Coppa d'Inghilterra: 2

Newcastle: 1950-1951, 1951-1952
- Campionato cileno: 2

Colo-Colo: 1953, 1956
- Coppa del Cile: 1

Colo-Colo: 1958

### Individuale
- Capocannoniere della First Division: 1

1951-1952 (33 gol)
- Capocannoniere del campionato cileno: 2

1953 (26 gol), 1954 (25 gol)